# K.u.k. Marinefriedhof Pula

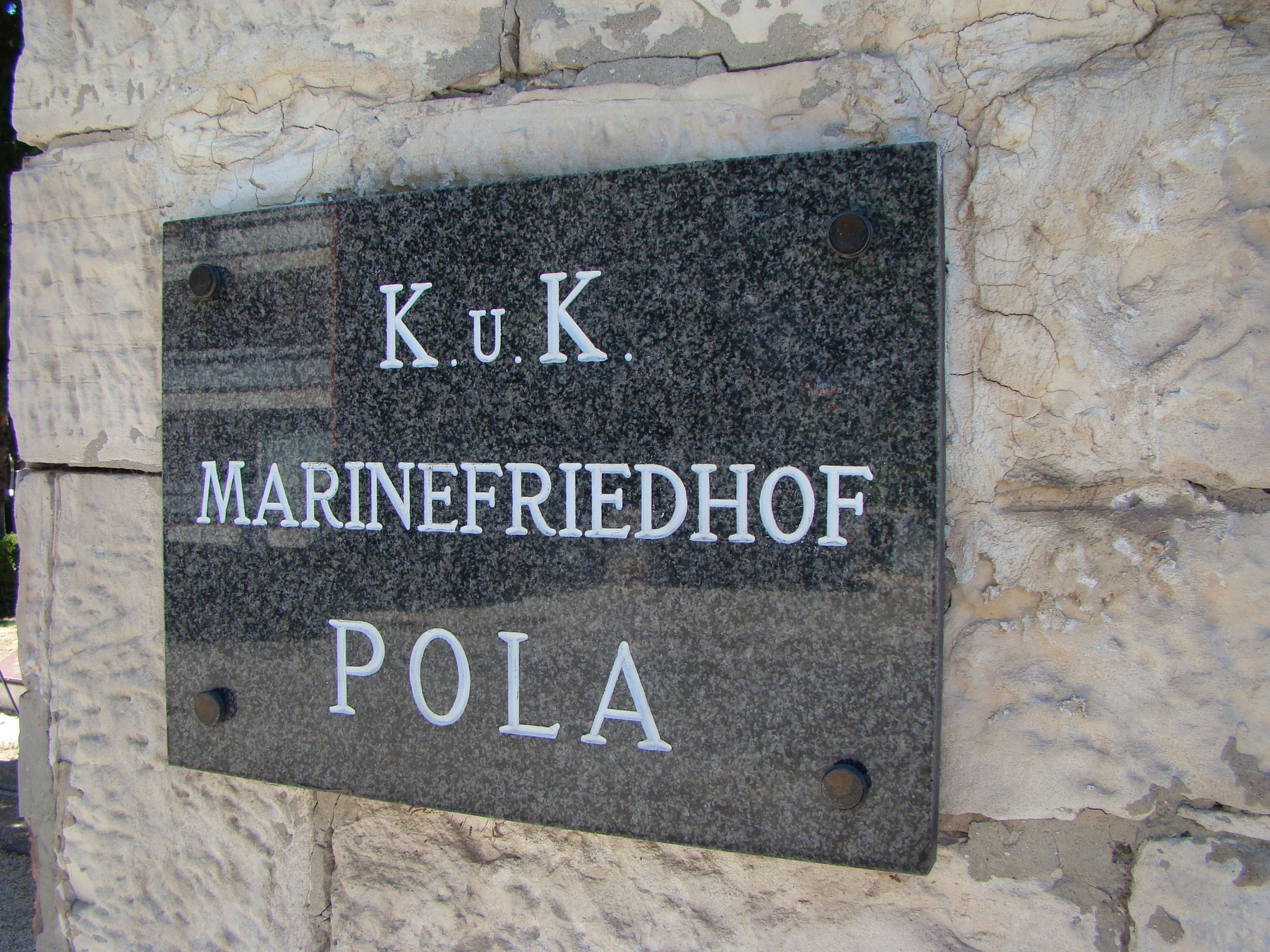
K.u.k. Marinefriedhof Pula (2011)

Der K.u.k. Marinefriedhof Pula ist ein im Jahre 1862 von der Marinesektion des damaligen K.u.k. Reichskriegsministeriums errichteter Friedhof in Pula in der heutigen Republik Kroatien. Der Friedhof ist als Kulturgut auf der Liste der Haager Konvention zum Schutz von Kulturgut bei bewaffneten Konflikten verzeichnet.

## Beschreibung
Der Friedhof befindet sich im Stadtteil Stoja in unmittelbarer Nähe der Bucht Valkane. Er hatte eine ursprüngliche Ausdehnung von 4000 m². Auf dem 22.000 m² großen Gelände fanden im Laufe der Zeit circa 150.000 Kriegstote ihren letzten Ruheplatz. Im Jahre 1990 erfolgte eine umfassende Erneuerung des Friedhofes mit Hilfe des Friedhofbetreibers, dem Österreichischen Schwarzen Kreuz und dem Volksbund Deutsche Kriegsgräberfürsorge.

## Besonderheiten
- Sterbliche Überreste der Besatzung der Schlachtschiffe Szent István und Viribus Unitis
- Sterbliche Überreste italienischer und deutscher Soldaten der Baron Gautsch
- Letzte Ruhestätte eines türkischen Admirals
- Letzte Ruhestätte zwölf österreichisch-ungarischer Admiräle